# Teigan Van Roosmalen
Teigan Van Roosmalen (nascida em 6 de abril de 1991) é uma nadadora S13 australiana com surdocegueira. É especialista em provas mais curtas, de 50 a 100 metros. Participou do Campeonato Parapan-Pacífico em Edmonton, onde conquistou a medalha de ouro na prova dos 400 metros livre, categoria S13. Teigan foi aos Jogos Paralímpicos de 2008 e 2012.